# DESTE
DESTE (griechisch ΔΕΣΤΕ, für: schaut) ist eine Kunststiftung, die von dem zyprischen Kunstsammler Dakis Joannou 1983 gegründet wurde, noch bevor dieser selbst mit dem Sammeln von Kunst begann. Sie hat ihren Sitz in Nea Ionia bei Athen. Eine Dependance ist das ehemalige Schlachthaus auf der Insel Hydra. 
Im Mai 1998 eröffnete die Stiftung im Athener Viertel Neo Psychico ein Museum für zeitgenössische Kunst in einer ehemaligen Papierfabrik, die von New Yorker Architekten Christian Hubert umgebaut wurde. Seit 1999 wird in zweijährlichem Rhythmus der Deste Prize verliehen. 2004 organisierte die Stiftung die große Kunstausstellung monument to now als Teil des Kulturprogramms der Olympischen Spiele. Bis Ende 2009 wurden 600 Künstler gefördert oder deren Werke ausgestellt. Neben den Ausstellungsaktivitäten unterhält die Stiftung auch ein umfangreiches Archiv zu griechischen Künstlern und eine Fachbibliothek.
Die Stiftung gibt zusammen mit Maurizio Cattelan das Foto-Magazin Toiletpaper heraus.